# Ogcodes gressitti
Ogcodes gressitti är en tvåvingeart som beskrevs av Evert I. Schlinger 1971. Ogcodes gressitti ingår i släktet Ogcodes och familjen kulflugor. Inga underarter finns listade i Catalogue of Life.